# Rechtmäßiger Widerstand
Rechtmäßiger Widerstand ist eine Form der teilweise institutionalisierten populären Auseinandersetzung mit dem Staat, bei dem benachteiligte Bürger versuchen, ihre Anliegen zu legitimieren, indem sie die Gesetze, Politik oder Rhetorik des Staates nutzen, um ihre Proteste zu formulieren. Rechtmäßiger Widerstand wird anderen Formen des populären Protestes gegenübergestellt, bei denen Bürger die Legitimität der Herrscher infrage stellen. Rechtmäßige Widerstandsleistende akzeptieren die Legitimität der Gesetze, Politik und Kernwerte des Staates, aber protestieren, wenn sie erkennen, dass die Behörden ihre eigenen Versprechungen nicht einhalten, Gesetze oder allgemein akzeptierte Werte missachtet haben. Rechtmäßige Widerständler sind durch den friedlichen Charakter ihrer Proteste gekennzeichnet, die oft institutionalisierte Widerstandswege nutzen. Im Gegensatz zu konventionellen Widerständlern, die verdeckte oder stille Mittel der Sabotage gegen den Staat einsetzen können, ersuchen rechtmäßige Widerständler aktiv die Aufmerksamkeit der Eliten, und ihre Proteste sind öffentlich und offen.
Das Konzept wurde erstmals von dem Politologen Kevin O’Brien in seinem Artikel von 1996 Rightful Resistance erläutert, der sich auf die Anwendungen im ländlichen China sowie einer Vielzahl anderer politischer Schauplätze konzentriert, einschließlich den Vereinigten Staaten und Südafrika. Das Konzept wurde in O’Briens und Lianjiang Lis Buch Rightful Resistance in Rural China aus dem Jahr 2006 genau dargelegt und wurde von einer Reihe anderer Theoretiker des sozialen Wandels angenommen, um die Methoden zu beschreiben, mit denen Bürger allmählich versuchen, ihre Rechte und Interessen voranzubringen.

## Beispiel des rechtmäßigen Widerstandes in China
Das von Kevin O’Brien entwickelte Konzept des rechtmäßigen Widerstandes wurde ursprünglich verwendet, um Protestaktionen im ländlichen China zu beschreiben, wo die Bürger mit einer Reihe von Missständen konfrontiert sind, die unter anderem auf Korruption, Umweltverschmutzung, Raubsteuern und wirtschaftliche Veruntreuung zurückzuführen sind. Als das „Rechtsbewusstsein“ chinesischer Bürger in der Ära von Deng Xiaoping und danach anstieg, begannen die Bürgerinnen und Bürger, Petitionswege, das Rechtssystem und die Richtlinien der Zentralregierung zu nutzen, um lokale Behörden zur Rechenschaft zu ziehen. Zur Veranschaulichung stellt O’Brien das Beispiel einer Gruppe von Dorfbewohnern in der Provinz Henan vor, die mit überhöhten Steuern seitens der lokalen Behörden konfrontiert sind. Als Reaktion darauf überreichten die Dorfbewohner den Behörden eine Kopie der Vorschriften des Zentralstaates, die strenge Steuerbegrenzungen vorschreiben, und drohten damit, wenn die lokalen Behörden die überhöhten Steuern nicht senken würden, sie ihre Beschwerden auf höheren Ebenen vorbringen würden.
Rechtmäßiger Widerstand in China manifestiert sich auf verschiedene Weisen. Beispielsweise durch den Einsatz des Petitionssystems, durch Dorf- und Gemeindewahlen und durch das Rechtssystem, um Abhilfe gegen Missstände zu schaffen. Weiquan-Rechtsanwälte, die regelmäßig gegen Behörden vorgehen, verteidigen Personen deren Menschen- oder Bürgerrechte durch den Parteistaat verletzt wurden. Von diesen Anwälten wird gesagt, dass sie sich in einer Form des rechtmäßigen Widerstandes engagieren. Weiquan-Rechtsanwälte legen ihre Argumente in der Regel mit Appellen an die Verfassung Chinas dar und argumentieren, dass Menschenrechtsverletzungen – wie auch immer sie vom Staat sanktioniert werden mögen – gegen die Gesetze des Landes verstoßen.